# ۷۲ (پیش از میلاد)
۷۲ (پیش از میلاد) ۷۲مین سال قبل از تقویم میلادی است.

## زادگان
- ورسینگتوریکس